# Fluorapatit
Fluorapatit (ehemals Apatit-(CaF)) ist ein sehr häufig vorkommendes und gesteinsbildendes Mineral aus der Mineralklasse der „Phosphate, Arsenate und Vanadate“ und von allen Apatiten das häufigste. Es kristallisiert im hexagonalen Kristallsystem mit der chemischen Zusammensetzung Ca5[F|(PO4)3] und kommt sowohl in Form verschiedenfarbiger Kristalle und großer, massiger Mineral-Aggregate als auch als Bestandteil in Zähnen vor.

## Etymologie und Geschichte

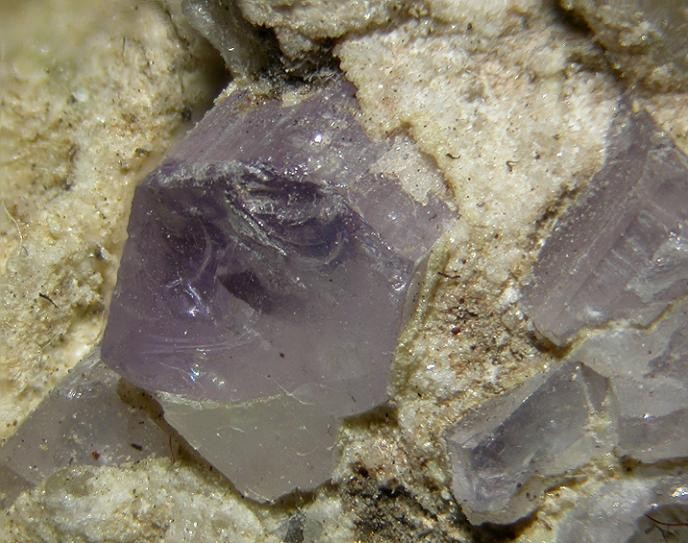
Violetter Fluorapatit aus der Typlokalität Greifensteine (Sichtfeld 12 mm)

Der Name Fluorapatit weist einerseits auf seine enge Verwandtschaft und chemische Ähnlichkeit mit den anderen Mitgliedern der Apatitgruppe hin und andererseits auf das in der chemischen Zusammensetzung maßgebliche Element Fluor.
Benannt wurde das Mineral 1827 von Gustav Rose (1798–1873). Als Typlokalität gelten die Greifensteine bei Ehrenfriedersdorf im sächsischen Erzgebirge.

## Klassifikation
In der veralteten 8. Auflage der Mineralsystematik nach Strunz war der Fluorapatit noch nicht aufgeführt.
In der zuletzt 2018 überarbeiteten Lapis-Systematik nach Stefan Weiß, die formal auf der alten Systematik von Karl Hugo Strunz in der 8. Auflage basiert, erhielt das Mineral die System- und Mineralnummer VII/B.39-010. Dies entspricht der Klasse der „Phosphate, Arsenate und Vanadate“ und dort der Abteilung „Wasserfreie Phosphate, mit fremden Anionen F,Cl,O,OH“, wo Fluorapatit zusammen mit Alforsit, Belovit-(Ce), Belovit-(La), Carbonat-Fluorapatit, Carbonat-Hydroxylapatit, Carlgieseckeit-(Nd), Chlorapatit, Deloneit, Fluorcaphit, Fluorphosphohedyphan, Fluorstrophit, Hedyphan, Hydroxylapatit, Hydroxylpyromorphit, Johnbaumit, Kuannersuit-(Ce), Mimetesit, Mimetesit-M (N), Miyahisait, Morelandit, Phosphohedyphan, Pieczkait, Pyromorphit, Stronadelphit, Svabit, Turneaureit, Vanackerit und Vanadinit die „Apatitgruppe“ mit der Systemnummer VII/B.39 bildet.
Die von der International Mineralogical Association (IMA) zuletzt 2009 aktualisierte 9. Auflage der Strunz’schen Mineralsystematik ordnet den Fluorapatit in die Klasse der „Phosphate, Arsenate und Vanadate“ und dort in die Abteilung „Phosphate usw. mit zusätzlichen Anionen; ohne H2O“ ein. Hier ist das Mineral in der Unterabteilung „Mit ausschließlich großen Kationen; (OH usw.) : RO4 = 0,33 : 1“ zu finden, wo es zusammen mit Alforsit, Belovit-(Ce), Belovit-(La), Carbonat-Fluorapatit, Carbonat-Hydroxylapatit, Chlorapatit, Fluorphosphohedyphan, Fluorstrophit, Hydroxylapatit, Hydroxylapatit-M, Deloneit-(Ce), Fermorit, Fluorcaphit, Hedyphan, Hydroxylpyromorphit, Johnbaumit, Kuannersuit-(Ce), Mimetesit, Morelandit, Phosphohedyphan, Pyromorphit, Svabit, Stronadelphit, Turneaureit und Vanadinit die „Apatit-Gruppe“ mit der Systemnummer 8.BN.05 bildet.
In der vorwiegend im englischen Sprachraum gebräuchlichen Systematik der Minerale nach Dana hat Fluorapatit die System- und Mineralnummer 41.08.01.01. Das entspricht der Klasse der „Phosphate, Arsenate und Vanadate“ und dort der Abteilung „Wasserfreie Phosphate etc., mit Hydroxyl oder Halogen“. Hier findet er sich innerhalb der Unterabteilung „Wasserfreie Phosphate etc., mit Hydroxyl oder Halogen mit (A)5  (XO4)3 Zq“ in der „Apatitgruppe“, in der auch Apatit, Chlorapatit, Hydroxylapatit, Carbonat-Fluorapatit, Carbonat-Hydroxylapatit, Belovit-(Ce), Belovit-(La), Kuannersuit-(Ce), Fluorstrophit, Fluorcaphit, Deloneit-(Ce), Stronadelphit, Fluorphosphohedyphan und Phosphohedyphan eingeordnet sind.

## Kristallstruktur

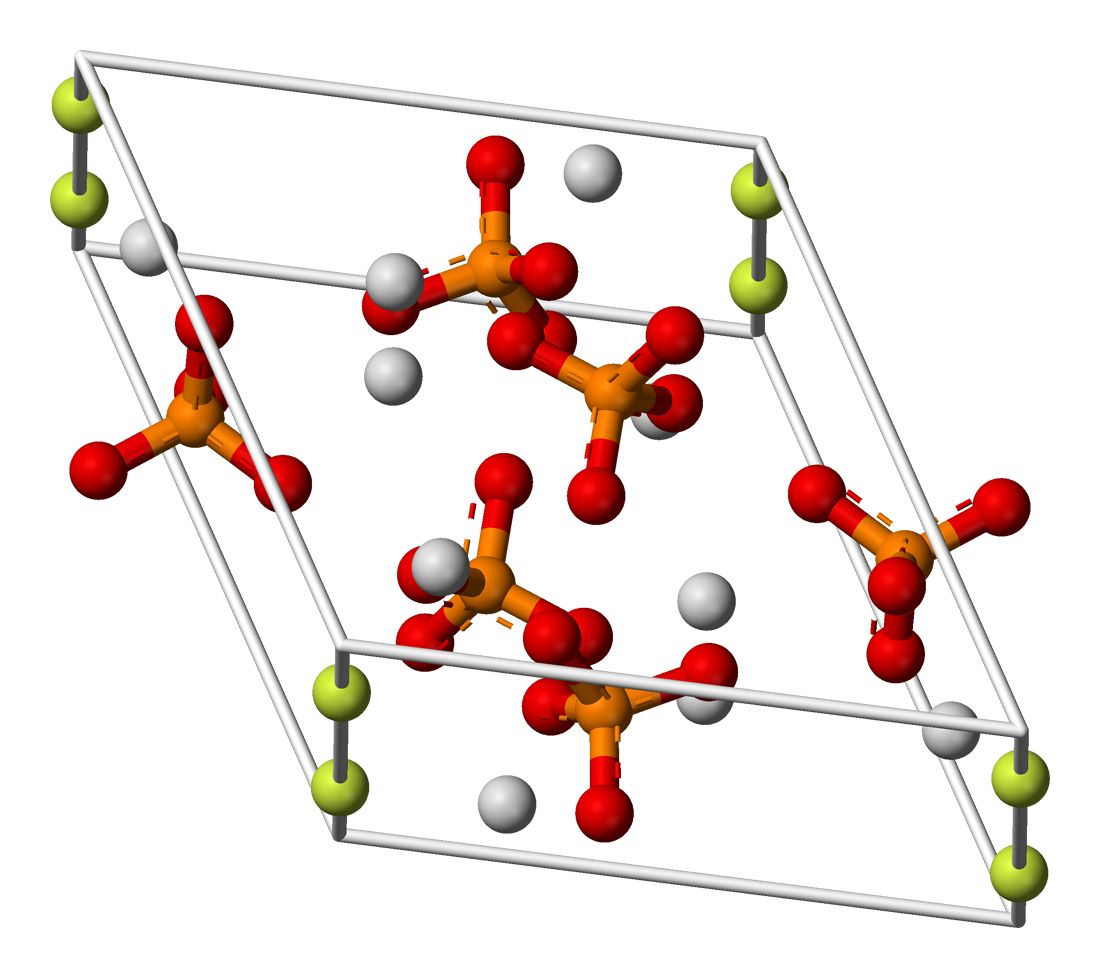
Elementarzelle von Fluorapatit

Fluorapatit kristallisiert hexagonal in der Raumgruppe P63/m (Raumgruppen-Nr. 176) mit den Gitterparametern a = 9,40 Å und c = 6,88 Å sowie 2 Formeleinheiten pro Elementarzelle.

## Eigenschaften
Vor allem bei manganhaltigen Varietäten zeigen unter UV-Licht und nach Erhitzen Fluoreszenz bzw. Thermolumineszenz sowie Phosphoreszenz.
Vor dem Lötrohr ist das Mineral nur sehr schwer schmelzbar und bildet eine farblose, glasartige Perle. Zusammen mit Phosphorsalz entsteht beim Erkalten in ungesättigter Lösung eine unklare, facettierte und bei vollkommener Sättigung eine milchweisse Perle. In Soda schwillt er unter Brausen an und mit Schwefelsäure befeuchtet, färbt er die Lötrohrflamme grünlich. Zudem ist Fluorapatit löslich in Salz- und Salpetersäure.

## Bildung und Fundorte

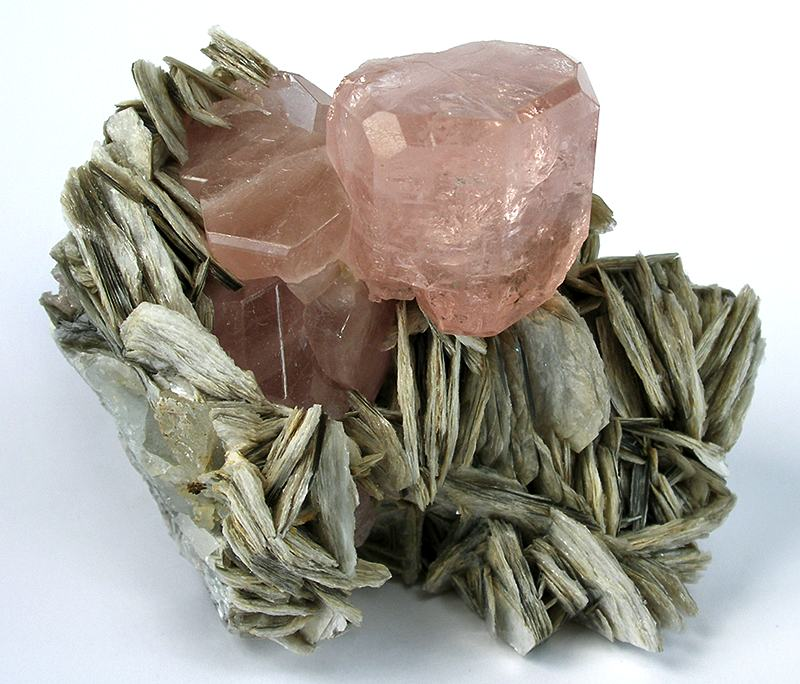
Rosa Fluorapatit auf Muskovit aus Chumar Bakhoor im Hunzatal, Pakistan (Größe: 7,6 cm × 6,2 cm × 4,6 cm)

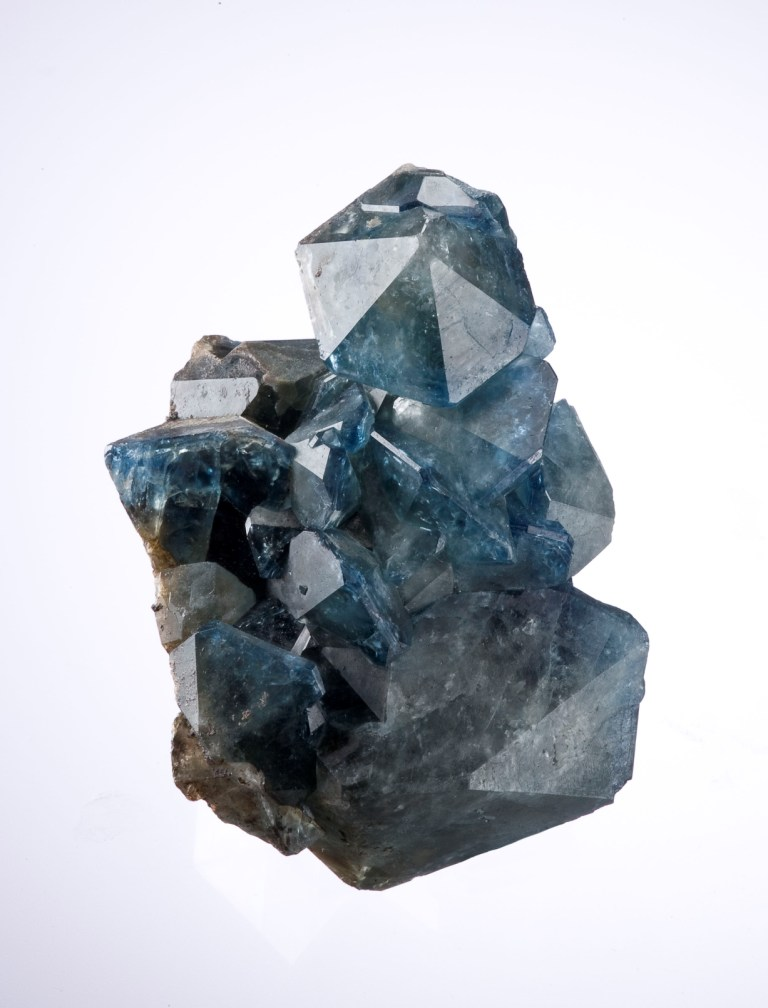
Blauer, perfekt ausgebildeter Fluorapatit aus São Geraldo do Baixio, Doce valley, Minas Gerais, Brasilien

Fluorapatit gehört zu den am häufigsten, gesteinsbildenden Phosphatmineralen und findet sich als akzessorischer Bestandteil in den meisten Vulkaniten sowie als wichtiger Bestandteil von Syeniten, alkalischen Gesteinen, Karbonatiten und granitischen Pegmatiten. Auch in metamorphen Gesteinen wie Marmor und Skarn sowie in Hydrothermaladern von Zinn-Lagerstätten ist Fluorapatit zu finden. Begleitminerale sind unter anderem Calcit, Chondrodit, Diopsid, Forsterit, Magnetit, Phlogopit und Skapolith.
Insgesamt konnte Fluorapatit bisher (Stand: 2011) an rund 2120 Fundorten nachgewiesen werden. Neben seiner Typlokalität Greifensteine trat das Mineral in Deutschland noch an weiteren Orten im Erzgebirge, der Oberlausitz und im Vogtland sowie bei Penig in Sachsen; an mehreren Orten des Schwarzwaldes, am Kaiserstuhl und Katzenbuckel in Baden-Württemberg; an vielen Orten im Frankenland, Bayerischen Wald und der Oberpfalz sowie am Nördlinger Ries in Bayern; im Sauerland und Siebengebirge in Nordrhein-Westfalen; an vielen Orten in der Eifel sowie am Hunsrück, im Taunus und im Westerwald in Rheinland-Pfalz sowie an einigen Fundstätten in Hessen, Niedersachsen, im Saarland, Sachsen-Anhalt, Schleswig-Holstein und Thüringen auf.
In Österreich wurde das Mineral unter anderem am Pauliberg im Burgenland; in den Gurktaler Alpen in Kärnten; den Hohen Tauern von Kärnten bis Salzburg; bei Statzendorf, Rossatz-Arnsdorf und im Waldviertel in Niederösterreich; den Radstädter Tauern und im Bezirk Tamsweg in Salzburg; an einigen Fundstätten der Steiermark, Tirols und Oberösterreichs sowie im Bregenzerwald in Vorarlberg.
In der Schweiz fand sich Fluorapatit vor allem in den Kantonen Graubünden, Tessin, Uri und Wallis. Erwähnenswert aufgrund außergewöhnlicher Funde von Fluorapatit ist hier unter anderem Fiesch im Schweizer Kanton Wallis, wo Kristalle mit bis zu 10 cm Durchmesser zutage traten.
Große Lagerstätten von massigem Fluorapatit wurden auf der russischen Halbinsel Kola bekannt, aus denen Kristallblöcke mit bis zu 300 kg Gewicht gefördert wurden.
Weitere Fundorte sind Afghanistan, Ägypten, die Antarktis, Argentinien, Australien, die Bahamas, Belgien, Bolivien, Brasilien, Chile, China, die Demokratische Republik Kongo, Finnland, Frankreich, Gabun, Grönland, Guinea, Indien, Iran, Israel, Italien, Japan, der Jemen, Jordan, Kambodscha, Kanada, Kasachstan, Kenia, Kirgisistan, Kolumbien, Nord- und Südkorea, Libyen, Madagaskar, Marokko, Mexiko, die Mongolei, Mosambik, Myanmar, Namibia, Neuseeland, Norwegen, Pakistan, Palästina, Peru, Polen, Portugal, Ruanda, Rumänien, Russland, Sambia, Saudi-Arabien, Schweden, der Senegal, Simbabwe, die Slowakei, Spanien, Südafrika, Sri Lanka, Tadschikistan, Tansania, Tschechien, Tunesien, die Türkei, Uganda, Ungarn, die Ukraine, Usbekistan, Venezuela, das Vereinigte Königreich (Großbritannien), die Vereinigten Staaten von Amerika (USA) und Vietnam.
Auch in Gesteinsproben des Pazifischen Ozeans, genauer vom Meeresboden an der Südküste Kaliforniens sowie außerhalb der Erde auf dem Mond nahe der Landebasen von Luna 24, Apollo 11 und Apollo 14 konnte Fluorapatit nachgewiesen werden.

### Biologische Synthese
Im Zahnschmelz entsteht Fluorapatit z. B., wenn Hydroxylapatit, der ein Hauptbestandteil menschlicher Zähne ist, mit fluoridhaltigen Stoffen (beispielsweise Fluoridzahncremes) behandelt wird; er ist säureresistenter als Hydroxylapatit. Auch in Knochen kann Fluor eingelagert werden und sich in ihnen sogar dann noch anreichern, wenn sie als Fossilien tausende Jahre in Erdreich eingebettet sind. Dieser Umstand wurde vor allem zwischen 1950 und 1970 in Form der Fluor-Datierung für die Altersbestimmung von Knochenfunden genutzt.
Reaktionsgleichung: {\displaystyle {\ce {Ca_5(PO_4)_3(OH) + F^- -> Ca_5(PO_4)_3F + OH^-}}}